# Кендалл (округ Монро, Вісконсин)
Кендалл (англ. Kendall) — селище (англ. village) в США, в окрузі Монро штату Вісконсин. Населення — 484 особи (2020).

## Географія
Кендалл розташований за координатами 43°47′33″ пн. ш. 90°22′4″ зх. д. / 43.79250° пн. ш. 90.36778° зх. д. (43.792586, -90.367770).  За даними Бюро перепису населення США в 2010 році селище мало площу 1,92 км², уся площа — суходіл.

## Демографія
Згідно з переписом 2010 року, у селищі мешкали 472 особи в 198 домогосподарствах у складі 133 родин. Густота населення становила 246 осіб/км².  Було 233 помешкання (121/км²).
Расовий склад населення:
| - 97,7 % — білих - 1,3 % — корінних американців - 0,2 % — азіатів |

До двох чи більше рас належало 0,8 %. Частка іспаномовних становила 2,1 % від усіх жителів.
За віковим діапазоном населення розподілялося таким чином: 23,3 % — особи молодші 18 років, 61,0 % — особи у віці 18—64 років, 15,7 % — особи у віці 65 років та старші. Медіана віку мешканця становила 42,5 року. На 100 осіб жіночої статі у селищі припадало 95,0 чоловіків;  на 100 жінок у віці від 18 років та старших — 97,8 чоловіків також старших 18 років.
Середній дохід на одне домашнє господарство  становив 42 474 долари США (медіана — 35 313), а середній дохід на одну сім'ю — 51 099 доларів (медіана — 45 625). Медіана доходів становила 41 944 долари для чоловіків та 30 227 доларів для жінок. За межею бідності перебувало 25,8 % осіб, у тому числі 40,0 % дітей у віці до 18 років та 18,3 % осіб у віці 65 років та старших.
Цивільне працевлаштоване населення становило 184 особи. Основні галузі зайнятості: виробництво — 26,1 %, освіта, охорона здоров'я та соціальна допомога — 26,1 %, транспорт — 11,4 %, мистецтво, розваги та відпочинок — 8,2 %.